# Sauris lucens
Sauris lucens là một loài bướm đêm trong họ Geometridae.